# Helicopsyche harmothoe
Helicopsyche harmothoe is een schietmot uit de familie Helicopsychidae. De soort komt voor in het Oriëntaals gebied.